# Nephrotoma richardiana
Nephrotoma richardiana är en tvåvingeart som beskrevs av Alexander 1957. Nephrotoma richardiana ingår i släktet Nephrotoma och familjen storharkrankar.
Artens utbredningsområde är Réunion. Inga underarter finns listade i Catalogue of Life.